# غلين دبليو. بيركت
غلين دبليو. بيركت هو فلاح وسياسي أمريكي، ولد في 9 فبراير 1888، وتوفي في 13 أبريل 1950. نشط حزبياً في الحزب الجمهوري. وقد انتخب عضو جمعية ولاية ويسكونسن ‏.